# Bistrica, Litija
Bistrica je naselje v Občini Litija. Ustanovljeno je bilo leta 1995 iz dela ozemlja naselij Prevale, Čeplje, Preženjske Njive in Spodnje Jelenje. Leta 2015 je imelo 25 prebivalcev.